# Partido Social Democrático
De Partido Social Democrático, afgekort PSD (Nederlands: Sociaal-Democratische Partij) is een politieke partij in Brazilië. De partij is gecreëerd door vertrekkende politieke dissidenten uit de partijen DEM, PP, PSDB en anderen, onder leiding van Gilberto Kassab, de toenmalige burgemeester van São Paulo en de nationale voorzitter van de partij.
De keuze voor de naam van de partij is een eerbetoon aan de voormalige president Juscelino Kubitschek, die verbonden is met de partij met dezelfde naam die bestond tussen 1945 en 1965.

## Verkiezingsresultaten

### Parlementsverkiezingen
| Kamer                                                               | Kamer     | Kamer      | Kamer      | Kamer  | Kamer  | Senaat     | Senaat     | Senaat     | Senaat  | Senaat   | Senaat |
| Jaar                                                                | Stemmen   | Stemmen    | Stemmen    | Zetels | Zetels | Stemmen    | Stemmen    | Stemmen    | Zetels  | Zetels   | Zetels |
| Jaar                                                                | Aantal    | Percentage | Percentage | Aantal | +/-    | Aantal     | Percentage | Percentage | Gekozen | +/-      | Totaal |
| Jaar                                                                | Aantal    | %          | +/-        | Aantal | +/-    | Aantal     | %          | +/-        | Gekozen | +/-      | Totaal |
| ------------------------------------------------------------------- | --------- | ---------- | ---------- | ------ | ------ | ---------- | ---------- | ---------- | ------- | -------- | ------ |
| 2014                                                                | 5.967.953 | 6,10       | 6,10       | 36     | 36     | 7.147.245  | 8,00       | 8,00       | 2       | –        | 0      |
| 2018                                                                | 5.749.008 | 5,80       | -0,30      | 34     | -2     | 8.202.342  | 4,80       | -3,20      | 4       | Gestegen | 7      |
| 2022                                                                | 8.293.956 | 7,57       | 1,77       | 42     | 8      | 11.312.512 | 11,36      | 6,56       | 2       | Gestegen | 11     |
| Bron: Wikipedia - Braziliaanse parlementsverkiezingen 2014 t/m 2022 |           |            |            |        |        |            |            |            |         |          |        |

### Statenverkiezingen
In 2022 werden deze gouverneurs gekozen tijdens de Statenverkiezingen voor de Sociaal Democraten.

Huidige gouverneurs
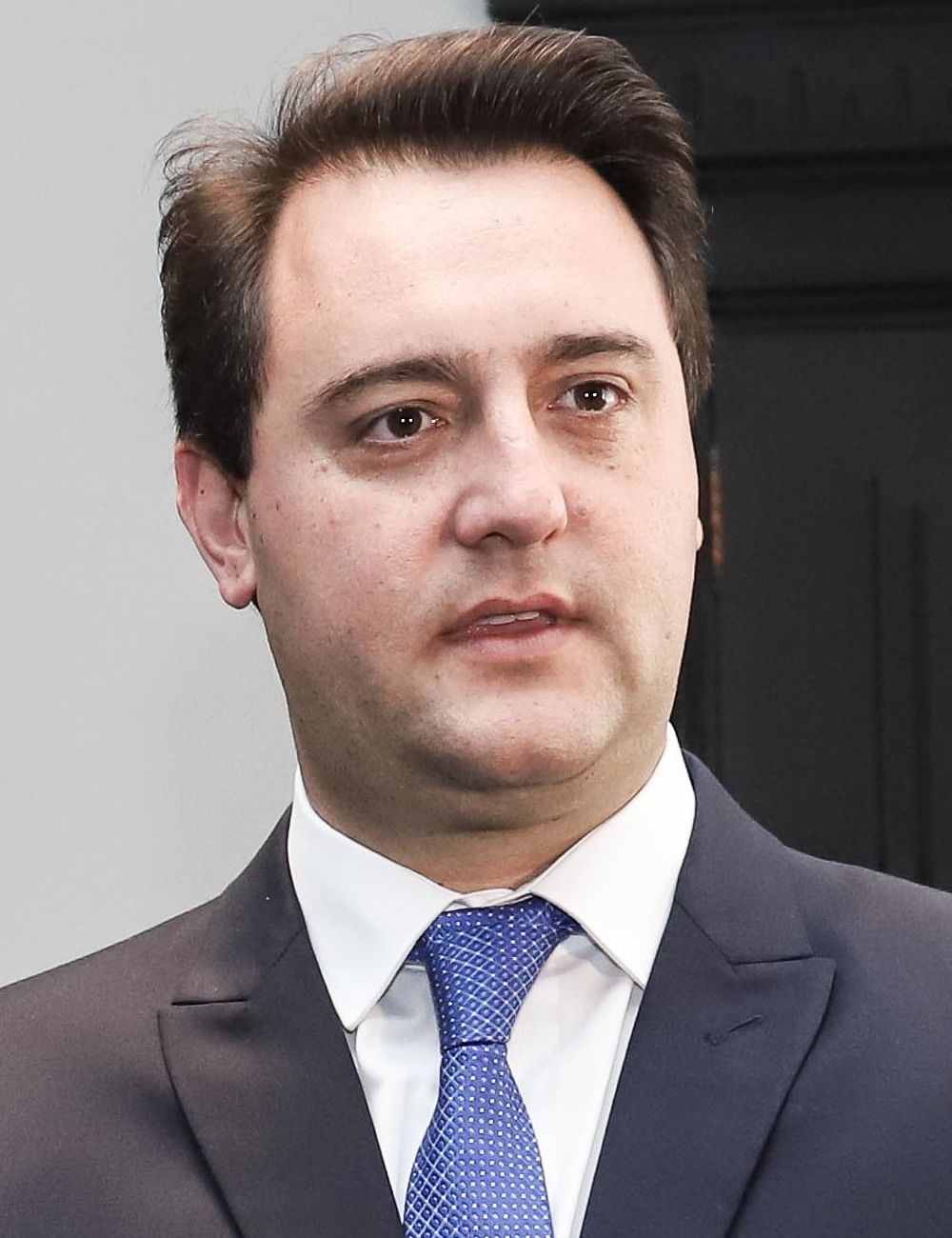
Ratinho Junior Gouverneur van Paraná Herkozen
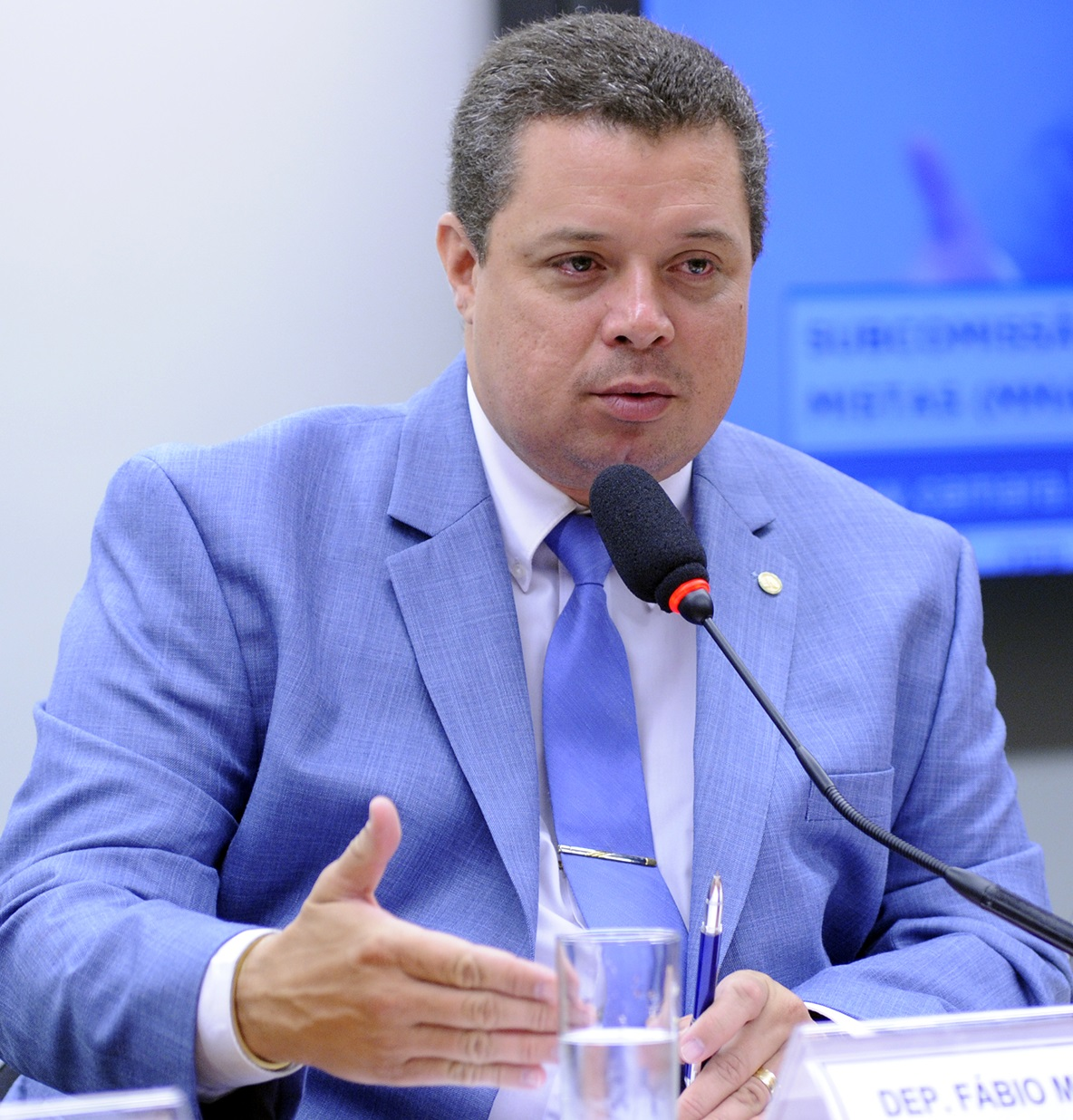
Fábio Mitidieri Gouverneur van Sergipe

### Gemeentelijke verkiezingen
Bij de gemeentelijke verkiezingen van 2020 werden 654 burgemeesters en 5694 gemeenteleden gekozen voor de PSD.

PSD-burgemeesters
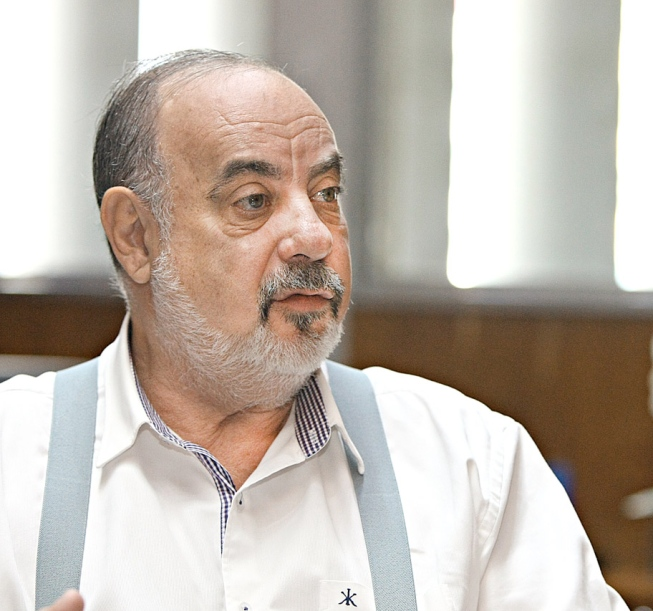
Fuad Noman Burgemeester van Belo Horizonte (2022-heden)
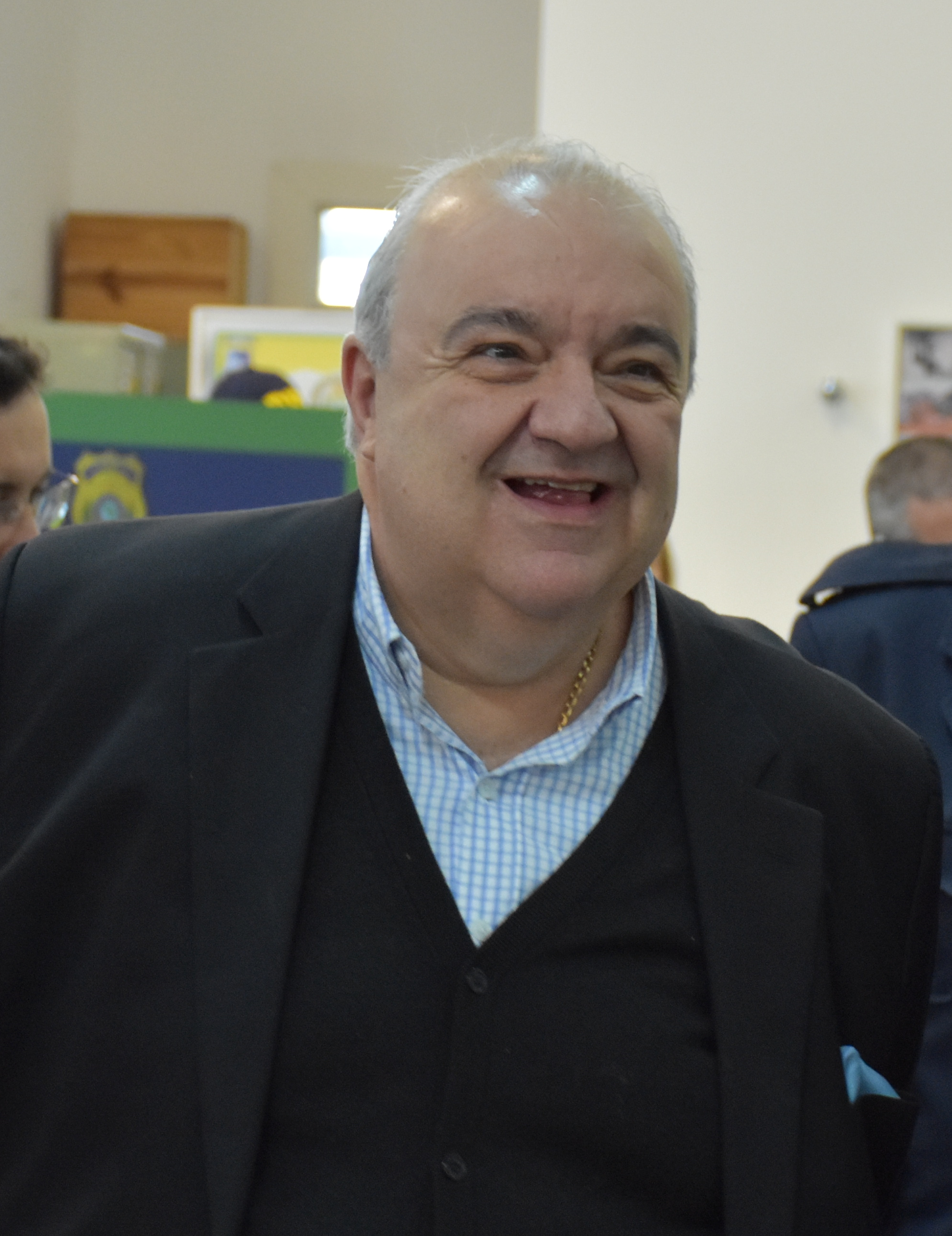
Rafael Greca Burgemeester van Curitiba (2017-heden)
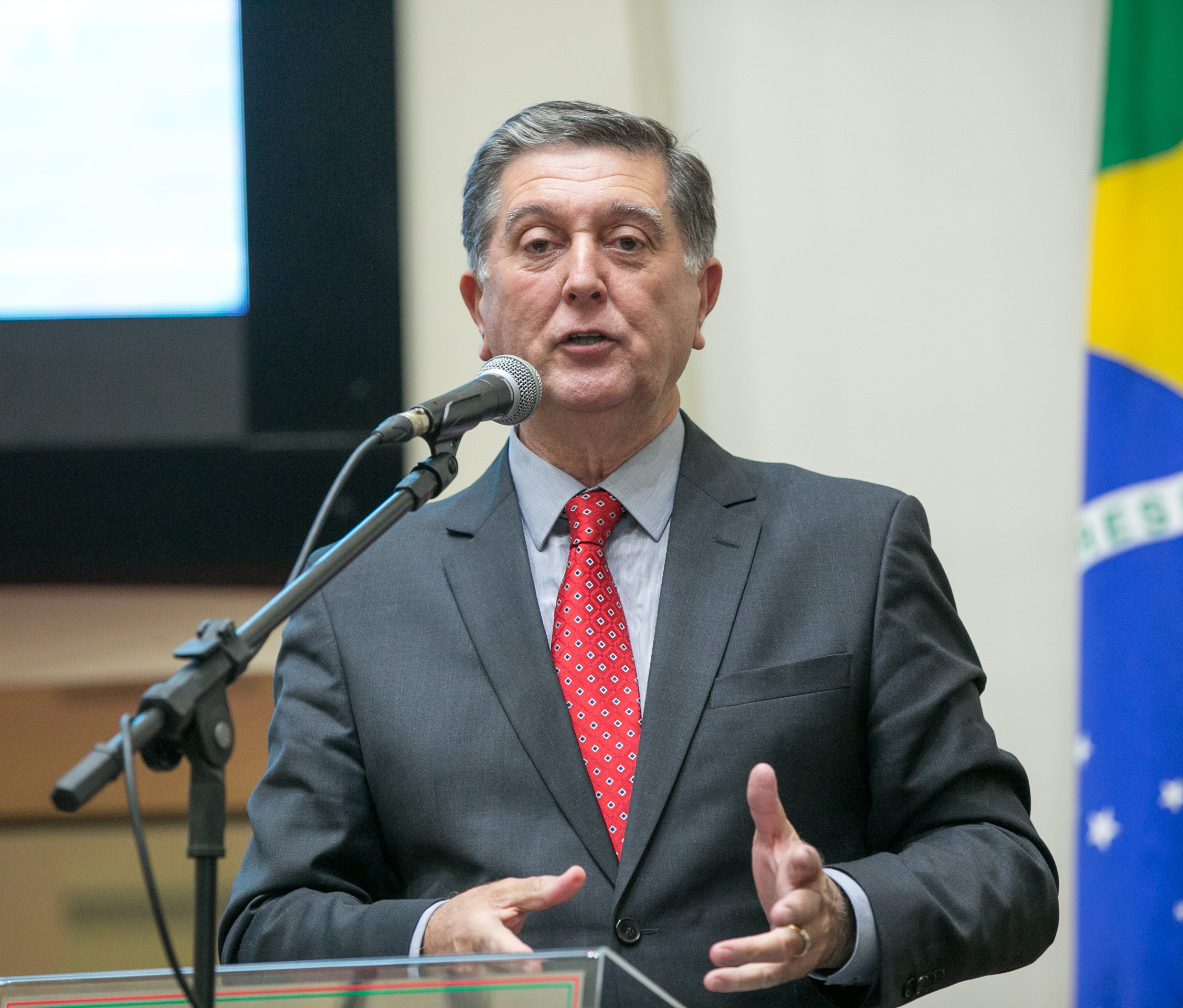
Topázio Neto Burgemeester van Florianópolis (2022-heden)
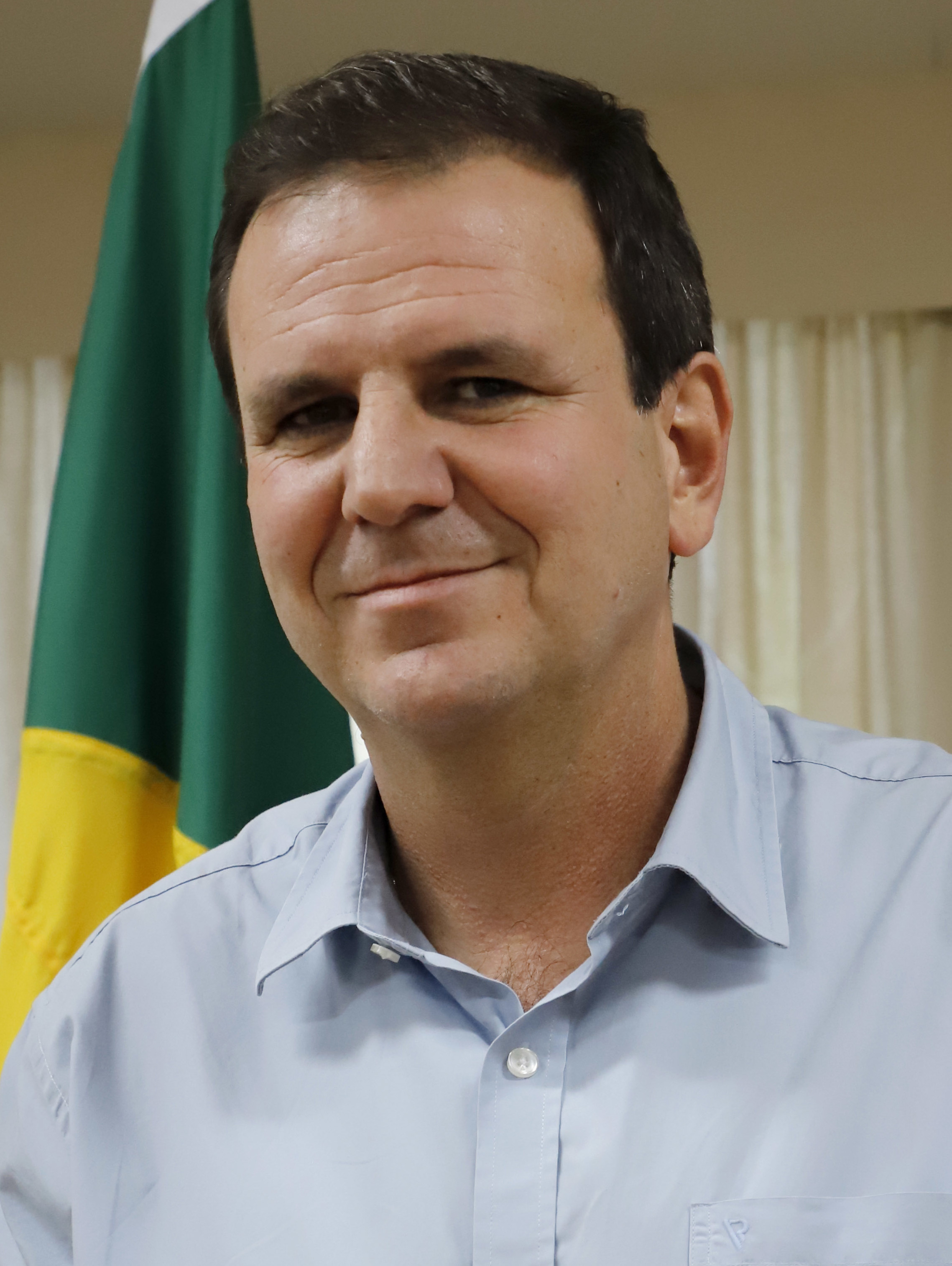
Eduardo Paes Burgemeester van Rio de Janeiro (2021-heden)